# Неспиш
Неспиш (Несьпиш, бел. Неспіш) — озеро в Браславском районе Витебской области. Расположено в бассейне реки Друйка, в 4 километрах на восток от города Браслав, рядом с деревней Рубеж. Принадлежит группе Браславских озер и находится на территории Национального парка «Браславские озера».
Площадь поверхности озера 4,26 км². Средняя глубина равна 3,2 метра, наибольшая достигает 6,3 м. Длина озера — 4,13 км, ширина — 1,4 км. Длина береговой линии — 16,5 км. Объем воды — 13,8 млн м³. Площадь водосборного бассейна равна 761 км². Неспиш на севере соединено широкими протоками с озёрами Войсо и Недрово, лежащими на высоте 129,6 метра над уровнем моря.
Котловина озера вытянута с северо-востока на северо-запад, имеет склоны высотой 10-12 м. Берега низкие, песчаные, задернованные. Береговая линия извилистая, создает множество заливов и мысов. Пойма имеет ширину 5-10 м. Подводная часть котловины состоит из 3 плесов. Дно до глубины 4,5 м песчаное, глубже — сапропелистое. На озере 15 островов общей площадью 0,31 км², крупнейший носит название Монастырь. Вдоль берегов имеется полоса надводной растительности шириной до 160 метров.